# Dance, Fools, Dance
 Dance, Fools, Dance és una pel·lícula estatunidenca dirigida per Harry Beaumont, estrenada el 1931. Un perfum d'escàndol va envoltar la pel·lícula en la seva estrena a causa d'una seqüència de bany en vestimenta jutjada massa "lleugera" per a l'època (robes interiors que només cobrien mitja cuixa). Depriment melodrama ple de gent trista i desesperada, desenvolupat en un escenari únic que el converteix en un metafòric retrat de l'Amèrica de la Depressió. Tot servit amb una brillant, de vegades efectista, tècnica narrativa que inclou una discutible utilització del "flashforward"

## Argument
Després que el seu pare perd a la borsa tots els seus diners, Bonnie es posa a treballar com a periodista en pràctiques. El seu germà Rodney és el capitost d'una matança perpetrada per la màfia. Bert, un periodista del diari per al qual treballa Bonnie, és assassinat durant la investigació. Bonnie aconsegueix conèixer el líder de la banda, Jake Luva i descobreix com funciona i que el seu germà hi està involucrat.

## Repartiment
- Joan Crawford: Bonnie Jordan
- Lester Vail: Robert Townsend
- Cliff Edwards: Bert Scranton
- William Bakewell: Rodney Jordan
- William Holden: Stanley Jordan
- Clark Gable: Jake Luva
- Earl Foxe: Wally Baxter
- Purnell Pratt: Mr. Parker